# União Esportiva Portuguesa
União Esportiva Portuguesa ou apenas União Esportiva, foi um clube esportivo brasileiro fundado pela colônia portuguesa da cidade de Manaus, capital do estado do Amazonas. Fundada em 1915, foi extinta em 2011 aos 96 anos de existência. 

## História
No inicio do Século XX, Manaus ainda possuía forte presença da colônia portuguesa, que fundou alguns clubes esportivos e sociais na capital amazonense, um destes, o Luso Sporting Club, existe até hoje. Os demais foram se perdendo com o tempo. Dentre os clubes de vida curta estavam o Club Vasco da Gama e o Onze Português. O primeiro disputou a histórica primeira edição da primeira divisão do Campeonato Amazonense de Futebol, o segundo, disputou apenas nas divisões inferiores. Esses dois clubes resolveram fazer uma fusão em 1915, dando assim nascimento à União Esportiva Portuguesa, que a partir dali se tornaria uma das equipes mais tradicionais do futebol amazonense nos seus primeiros 50 anos de história.

### No Campeonato Amazonense
A União Esportiva estreou no Campeonato Amazonense em 1916, o primeiro após sua fundação. Sua primeira partida oficial se deu em 30 de Janeiro contra o Manaos Sporting. Disputou 24 edições de 1916 até 1945, tendo nesse período 4 anos de licenciamento(1920, 1929, 1930 e 1944). Em 1946 novamente se licenciou, voltando a participar isoladamente no ano de 1951, depois saiu novamente mas desta vez para nunca mais retornar ao campeonato oficial. 

### Vasco vestiu sua camisa
Manuel Marques, um unionista ferrenho, corroborou na década de 60 para a vinda do Vasco da Gama a Manaus. O clube carioca se apresentou no dia 17 de Junho de 1965 contra um Combinado local, no Parque Amazonense. Para esse confronto, os visitantes vestiram uniformes de jogo característicos da União Esportiva, a pedido de Manuel Marques. Diante de 4.490 pessoas, o Vasco da Gama, vestindo o uniforme unionista, bateu o combinado por 7 a 2. 

### Sedes
O clube instituiu sedes nos endereços:
- Primero teve como sede uma residência alugada, na Rua Marcílio Dias (local onde atualmente funciona a Casa do Trabalhador).[3] Enquanto sediada ali, a União Esportiva disputava o campeonato estadual e por isso era conhecida como "Time da Marcílio Dias".
- Após ser obrigado a sair da residência que ocupada, na década de 40, o clube reuniu associados com o fim de comprar um prédio de número 1.501 na Avenida Joaquim Nabuco, Centro Histórico de Manaus. Formou-se um grupo de "Sócios proprietários" que durante um ano juntou dinheiro e obteve posse do referido prédio. Tempos depois, o local passou a ser alocado de forma escusa até sua venda, que aconteceu sem o conhecimento por parte do grupo de sócios proprietários do valor de venda e do destino deste valor.[3] O clube ainda possuía um balneário na avenida Efigênio Salles, número 1705, no bairro do Aleixo. [1] Com a extinção definitiva do clube, em 2011, esta deve ter tido o mesmo fim.

### Situação Atual
Depois de afastar-se do futebol da Primeira Divisão de Futebol, ainda durante o amadorismo, a União ainda se manteve na disputa dos quadros suburbanos e outras modalidades da então Federação Amazonense de Desportos Atléticos. Depois, ingressou na categoria de amadores da Federação Amazonense de Futebol disputando os campeonatos até 1981. Nesse ano, seguindo uma tendência que anos antes tirou clubes como Olímpico Clube e Rodoviária dos esportes, a União Esportiva também fechou seu departamento de futebol.
De acordo com os órgãos federais, o clube foi extinto em 2 de Agosto de 2011 em liquidação voluntária pedida pelo seu então presidente João Nogueira Marques. Nogueira era presidente do clube desde 1968 e disse em entrevista concedida ao Diário do Amazonas que ele era o único que ainda trabalhava pelo clube, que encontrava-se abandonado. 

## Símbolos
Nome
O nome do clube, Em grafia da época de sua fundação União Sportiva Portuguesa,  se deu por conta da fusão de duas agremiações de origem lusitana: o Club Vasco da Gama e o Onze Português. O clube se tornou popularmente conhecido como União Esportiva ou simplesmente União, nunca sendo referenciado na imprensa impressa como "União Portuguesa" ou apenas "Portuguesa".
Cores
Apesar de originado na colônia portuguesa, o clube não assumiu as cores da bandeira nacional portuguesa como suas. As cores adotadas foram o preto e o branco, utilizando uniforme alvinegro, semelhante ao do Botafogo. As cores devem remeter a um de seus predecessores, o Vasco da Gama, que também era alvinegro.
Escudo
Seu escudo também era alvinegro, com 7 faixas alternadas em preto e branco. Ao centro uma esfera armilar dourada, na qual havia a inscrição do acrônimo U.E.P.

## Títulos
- Campeonato Amazonense: 2 vezes (1934 e 1935).
- Torneio Início: 4 vezes (1936, 1939, 1945 e 1950).